# فم الضفدع الرخامي
فم الضفدع الرخامي (الاسم العلمي: Podargus ocellatus)، هو نوع من الطيور يتبع فصيلة فم الضفدع ضمن رتبة السبديات. تتواجد في أستراليا وبابوا غينيا الجديدة وجزر سليمان وأندونيسيا.